# Tmesisternus beehleri
Tmesisternus beehleri là một loài bọ cánh cứng trong họ Cerambycidae.